# Coppia in volo (9134)
Coppia in volo è un affresco rinvenuto nella casa dei Dioscuri a Pompei e custodito all'interno del Museo archeologico nazionale di Napoli.

## Storia e descrizione
L'affresco venne realizzato tra il 62 e il 79, quindi nelle date comprese tra il terremoto e l'eruzione del Vesuvio, durante i lavori di ristrutturazione della casa dei Dioscuri; l'opera era posta, prima del suo distacco durante le esplorazioni borboniche, sulla parete meridionale di un cubicolo, la quale era completata da un affresco speculare a questo, sullo stesso tema, e un pannello centrale raffigurante Achille a Sciro.
L'affresco, in quarto stile, raffigura, su uno sfondo azzurro, un satiro col capo coronato, nudo, con la carnagione scura, che sorregge una Menade, dalla pelle chiara: la fanciulla effettua movimenti sinuosi, nuda, coperta solo in parte da una veste, che si gonfia alle sue spalle fino dietro al suo capo. Una replica dell'opera ma di fattura migliore venne ritrovata nella casa del Naviglio e anch'essa staccata e conservata nello stesso museo a Napoli.